# إنسان العيون في سيرة الأمين المأمون
إنسان العيون في سيرة الأمين المأمون يعرف بالسيرة الحلبية علي بن برهان الدين الحلبي، وهو مصنف مطول في السيرة النبوية، جمعه من «سبل الهدى والرشاد في سيرة خير العباد وذكر فضائله وأعلام نبوته وأفعاله وأحواله في البدء والميعاد» المعروف بالسيرة الشامية لمحمد بن يوسف الدمشقي الصالحي نزيل البرقوقية بصحراء مصر (المتوفى سنة 942هـ/1535م)، جمعها من أكثر من ثلاثمائة كتاب مع بعض الزيادات.